# Ithytrichia clavata
Ithytrichia clavata är en nattsländeart som beskrevs av Morton 1905. Ithytrichia clavata ingår i släktet Ithytrichia och familjen smånattsländor. Enligt den finländska rödlistan är arten nära hotad i Finland. Arten är reproducerande i Sverige. Artens livsmiljö är forsar. Inga underarter finns listade i Catalogue of Life.